# Cover Me in Sunshine
Cover Me in Sunshine è un singolo della cantautrice statunitense Pink e della figlia Willow Sage Hart, pubblicato il 12 febbraio 2021 come primo estratto dal secondo album dal vivo di Pink All I Know So Far: Setlist.

## Descrizione
Cover Me in Sunshine, scritto da Amy Allen e Maureen McDonald, vede la seconda collaborazione di Pink con la figlia Willow, dopo la partecipazione in A Million Dreams (Reprise) presente nella ri-registrazione della colonna sonora The Greatest Showman: Reimagined.
Pink ha affermato riguardo al brano:

## Accoglienza
Justin Curto di Vulture ha scritto che la canzone contiene «alcune armonie luminose e calde tra madre e figlia per farti passare la fine della settimana in serenità». Liz Calvario per Entertainment Tonight ha definito il duo «più carino in circolazione», apprezzando le voci di entrambe.
Julia Barajas del Los Angeles Times ha elogiato la voce di Willow, definendola «favolosa». Gil Kaufman di Billboard ha definito la canzone «ispirata e sognante», apprezzando il coro della canzone, trovandolo «brillante».

## Video musicale
Il video musicale è stato reso disponibile in concomitanza con l'uscita del brano.

## Tracce
Testi e musiche di Amy Allen e Maureen "Mozella" McDonald.
1. Cover Me in Sunshine – 2:21

## Formazione
Musicisti
- Pink – voce
- Willow Sage Hart – voce
- Jakob Jerlström – basso, programmazione
- Ludvig Söderberg – basso, programmazione
- Amy Allen – chitarra
- Fat Max Gsus – chitarra

Produzione
- A Strut – produzione
- John Hanes – ingegneria del suono
- Dave Kutch – mastering
- Șerban Ghenea – missaggio

## Classifiche

### Classifiche settimanali
| Classifica (2021) | Posizione massima |
| ----------------- | ----------------- |
| Australia         | 6                 |
| Austria           | 3                 |
| Belgio (Fiandre)  | 6                 |
| Belgio (Vallonia) | 1                 |
| Canada            | 60                |
| Croazia           | 15                |
| Finlandia         | 20                |
| Francia           | 26                |
| Germania          | 7                 |
| Irlanda           | 30                |
| Islanda           | 9                 |
| Libano            | 15                |
| Lituania          | 42                |
| Norvegia          | 4                 |
| Nuova Zelanda     | 24                |
| Paesi Bassi       | 8                 |
| Portogallo        | 131               |
| Regno Unito       | 52                |
| Repubblica Ceca   | 7                 |
| Romania           | 1                 |
| Russia            | 21                |
| Slovacchia        | 8                 |
| Slovenia          | 2                 |
| Sudafrica         | 71                |
| Svezia            | 28                |
| Svizzera          | 4                 |

### Classifiche di fine anno
| Classifica (2021) | Posizione |
| ----------------- | --------- |
| Australia         | 18        |
| Austria           | 15        |
| Belgio (Fiandre)  | 15        |
| Belgio (Vallonia) | 8         |
| Croazia           | 14        |
| Danimarca         | 71        |
| Francia           | 75        |
| Germania          | 21        |
| Islanda           | 45        |
| Norvegia          | 19        |
| Paesi Bassi       | 47        |
| Russia            | 71        |
| Svezia            | 64        |
| Svizzera          | 11        |
| Classifica (2022) | Posizione |
| Belgio (Fiandre)  | 179       |
| Belgio (Vallonia) | 168       |
| Islanda           | 98        |